# Copa do Mundo de Críquete de 2003
A Copa do Mundo de Críquete de 2003 foi a oitava edição do torneio e foi realizada na África do Sul, no Zimbabwe e no Quênia.

## Países Participantes
| África                                        | Américas                     | Ásia                                         | Europa                       | Oceania                     |
| --------------------------------------------- | ---------------------------- | -------------------------------------------- | ---------------------------- | --------------------------- |
| - África do Sul - Namíbia - Quênia - Zimbabwe | - Canadá - Índias Ocidentais | - Bangladesh - Índia - Paquistão - Sri Lanka | - Países Baixos - Inglaterra | - Austrália - Nova Zelândia |

## Resultados

### Grupo A
| Time          | J | V | D | SR | E | PLC   | Pts | PTA |
| ------------- | - | - | - | -- | - | ----- | --- | --- |
| Austrália     | 6 | 6 | 0 | 0  | 0 | 2.05  | 24  | 12  |
| Índia         | 6 | 5 | 1 | 0  | 0 | 1.11  | 20  | 8   |
| Zimbabwe      | 6 | 3 | 2 | 1  | 0 | 0.50  | 14  | 3.5 |
| Inglaterra    | 6 | 3 | 3 | 0  | 0 | 0.82  | 12  | –   |
| Paquistão     | 6 | 2 | 3 | 1  | 0 | 0.23  | 10  | –   |
| Países Baixos | 6 | 1 | 5 | 0  | 0 | −1.45 | 4   | –   |
| Namíbia       | 6 | 0 | 6 | 0  | 0 | −2.96 | 0   | –   |

- 10 de Fevereiro de 2003: Zimbabwe v Namíbia - Zimbabwe ganhou por 86 corridas (método D/L).
- 11 de Fevereiro de 2003: Austrália v Paquistão - Austrália ganhou por 82 corridas.
- 12 de Fevereiro de 2003: Índia v Países Baixos - Índia ganhou por 68 corridas.
- 13 de Fevereiro de 2003: Inglaterra v Zimbabwe - Inglaterra ganhou por walkover.
- 15 de Fevereiro de 2003: Índia v Austrália - Austrália ganhou por 9 wickets.
- 16 de Fevereiro de 2003: Países Baixos v Inglaterra - Inglaterra ganhou por 6 wickets.
- 16 de Fevereiro de 2003: Paquistão v Namíbia - Paquistão ganhou por 171 corridas.
- 19 de Fevereiro de 2003: Índia v Zimbabwe - Índia ganhou por 81 corridas.
- 19 de Fevereiro de 2003: Inglaterra v Namíbia - Inglaterra ganhou por 55 corridas.
- 20 de Fevereiro de 2003: Austrália v Países Baixos - Austrália ganhou por 75 corridas (método D/L).
- 22 de Fevereiro de 2003: Inglaterra v Paquistão - Inglaterra ganhou por 112 corridas.
- 23 de Fevereiro de 2003: Índia v Namíbia - Índia ganhou por 181 corridas.
- 24 de Fevereiro de 2003: Zimbabwe v Austrália - Austrália ganhou por 7 wickets.
- 25 de Fevereiro de 2003: Paquistão v Países Baixos - Paquistão ganhou por 97 corridas.
- 26 de Fevereiro de 2003: Inglaterra v Índia - Inglaterra ganhou por 82 corridas.
- 27 de Fevereiro de 2003: Austrália v Namíbia - Austrália ganhou por 256 corridas.
- 28 de Fevereiro de 2003: Zimbabwe v Países Baixos - Zimbabwe ganhou por 99 corridas.
- 1 de Março de 2003: Paquistão v Índia - Índia ganhou por 6 wickets.
- 2 de Março de 2003: Inglaterra v Austrália - Austrália ganhou por 2 wickets.
- 3 de Março de 2003: Países Baixos v Namíbia - Países Baixos ganhou por 64 corridas.
- 4 de Março de 2003: Paquistão v Zimbabwe (sem resultado devido à chuva)

### Grupo B
| Time              | J | V | D | SR | E | PLC   | Pts | PTA |
| ----------------- | - | - | - | -- | - | ----- | --- | --- |
| Sri Lanka         | 6 | 4 | 1 | 0  | 1 | 1.20  | 18  | 7.5 |
| Quênia            | 6 | 4 | 2 | 0  | 0 | −0.69 | 16  | 10  |
| Nova Zelândia     | 6 | 4 | 2 | 0  | 0 | 0.99  | 16  | 4   |
| África do Sul     | 6 | 3 | 2 | 0  | 1 | 1.73  | 14  | –   |
| Índias Ocidentais | 6 | 3 | 2 | 1  | 0 | 1.10  | 14  | –   |
| Canadá            | 6 | 1 | 5 | 0  | 0 | −1.99 | 4   | –   |
| Bangladesh        | 6 | 0 | 5 | 1  | 0 | −2.05 | 2   | –   |

- 9 de Fevereiro de 2003: África do Sul v Índias Ocidentais - Índias Ocidentais ganhou por 3 corridas.
- 10 de Fevereiro de 2003: Nova Zelândia v Sri Lanka - Sri Lanka ganhou por 47 corridas.
- 11 de Fevereiro de 2003: Bangladesh v Canadá - Canadá ganhou por 60 corridas.
- 12 de Fevereiro de 2003: África do Sul v Quênia - África do Sul ganhou por 10 wickets.
- 13 de Fevereiro de 2003: Nova Zelândia v Índias Ocidentais - Nova Zelândia ganhou por 20 corridas.
- 14 de Fevereiro de 2003: Bangladesh v Sri Lanka - Sri Lanka ganhou por 10 wickets.
- 15 de Fevereiro de 2003: Canadá v Quênia - Quênia ganhou por 4 wickets.
- 16 de Fevereiro de 2003: Nova Zelândia v África do Sul - Nova Zelândia ganhou por 9 wickets.
- 18 de Fevereiro de 2003: Índias Ocidentais v Bangladesh - sem resultado devido à chuva.
- 19 de Fevereiro de 2003: Sri Lanka v Canadá - Sri Lanka ganhou por 9 wickets.
- 21 de Fevereiro de 2003: Quênia v Nova Zelândia - Quênia ganhou por walkover.
- 22 de Fevereiro de 2003: África do Sul v Bangladesh - África do Sul ganhou por 10 wickets.
- 23 de Fevereiro de 2003: Índias Ocidentais v Canadá - Índias Ocidentais ganhou por 7 wickets.
- 24 de Fevereiro de 2003: Quênia v Sri Lanka - Quênia ganhou por 53 corridas.
- 26 de Fevereiro de 2003: Nova Zelândia v Bangladesh - Nova Zelândia ganhou por 7 wickets.
- 27 de Fevereiro de 2003: África do Sul v Canadá - África do Sul ganhou por 118 corridas.
- 28 de Fevereiro de 2003: Índias Ocidentais v Sri Lanka - Sri Lanka ganhou por 6 corridas.
- 1 de Março de 2003: Quênia v Bangladesh - Quênia ganhou por 32 corridas.
- 3 de Março de 2003: Nova Zelândia v Canadá - New Zealand ganhou por 5 wickets.
- 3 de Março de 2003: África do Sul v Sri Lanka - empatado.
- 4 de Março de 2003: Índias Ocidentais v Quênia - Índias Ocidentais ganhou por 142 runs.

### Super 6
| Time          | J | V | D | SR | E | PLC   | Pts  | PTA |
| ------------- | - | - | - | -- | - | ----- | ---- | --- |
| Austrália     | 3 | 3 | 0 | 0  | 0 | 1.85  | 24   | 12  |
| Índia         | 3 | 3 | 0 | 0  | 0 | 0.89  | 20   | 8   |
| Quênia        | 3 | 1 | 2 | 0  | 0 | 0.35  | 14   | 10  |
| Sri Lanka     | 3 | 1 | 2 | 0  | 0 | −0.84 | 11.5 | 7.5 |
| Nova Zelândia | 3 | 1 | 2 | 0  | 0 | −0.90 | 8    | 4   |
| Zimbabwe      | 3 | 0 | 3 | 0  | 0 | −1.25 | 3.5  | 3.5 |

- 7 de Março de 2003: Austrália v Sri Lanka - Austrália ganhou por 96 corridas.
- 7 de Março de 2003: Índia v Quênia - Índia ganhou por 6 wickets.
- 8 de Março de 2003: Nova Zelândia v Zimbabwe - New Zealand ganhou por 6 wickets.
- 10 de Março de 2003: Índia v Sri Lanka - Índia ganhou por 183 corridas.
- 11 de Março de 2003: Austrália v Nova Zelândia - Australia ganhou por 96 corridas.
- 12 de Março de 2003: Quênia v Zimbabwe - Kenya ganhou por 7 wickets.
- 14 de Março de 2003: Índia v Nova Zelândia - Índia ganhou por 7 wickets.
- 15 de Março de 2003: Austrália v Quênia - Austrália ganhou por 5 wickets.
- 15 de Março de 2003: Zimbabwe v Sri Lanka - Sri Lanka ganhou por 74 corridas.

### Fase final
|  | Semifinal                                                      | Semifinal |     |  | Final                                                           | Final |  |
|  |                                                                |           |     |  |                                                                 |       |  |
|  | 18 de Março – St George's Oval, Porto Elizabeth, África do Sul |           |     |  |                                                                 |       |  |
|  | 1 Austrália                                                    | 212/7     |     |  |                                                                 |       |  |
|  | 4 Sri Lanka                                                    | 123/7     |     |  |                                                                 |       |  |
|  |                                                                |           |     |  |                                                                 |       |  |
|  |                                                                |           |     |  | 23 de Março – New Wanderers Stadium, Joanesburgo, África do Sul |       |  |
|  |                                                                |           |     |  | Austrália                                                       | 359/2 |  |
|  |                                                                | Índia     | 234 |  |                                                                 |       |  |
|  |                                                                |           |     |  |                                                                 |       |  |
|  |                                                                |           |     |  |                                                                 |       |  |
|  |                                                                |           |     |  |                                                                 |       |  |
|  | 20 de Março – Kingsmead, Durban, África do Sul                 |           |     |  |                                                                 |       |  |
|  | 2 Índia                                                        | 270/4     |     |  |                                                                 |       |  |
|  | 3 Quênia                                                       | 179       |     |  |                                                                 |       |  |

#### Semifinal
- 18 de Março de 2003: Austrália v Sri Lanka - Austrália ganhou por 48 corridas.
- 20 de Março de 2003: Índia v Quênia - Índia ganhou por 91 corridas.

#### Final
- 23 de Março de 2003: Austrália v Índia - Austrália ganhou por 125 corridas.